# Nebria gouleti
Nebria gouleti – gatunek chrząszcza z rodziny biegaczowatych i podrodziny leszowych.

## Taksonomia
Gatunek ten opisany został po raz pierwszy w 1979 roku przez Davida H. Kavanaugha na łamach „Proceedings of the California Academy of Sciences”. Jako lokalizację typową wskazano brzeg Rattlesnake Creek 16 km na południowy zachód od Antone w hrabstwie Asotin stanu Waszyngton. Epitet gatunkowy nadano na cześć Henriego Gouleta.

## Morfologia
Głowa jest jednobarwnie ciemna, bez jaśniejszej plamy na ciemieniu. Czułki cechują się przeciętnej długości członem pierwszym o symetrycznie owalnym kształcie. Wyraźnie sercowate przedplecze ma parę szczecinek pośrodku bocznych brzegów, którym od strony dośrodkowej nie towarzyszy para wzdłużnych guzków. Pokrywy pozbawione są szczecinek na piątym międzyrzędzie. Powierzchnia ich jest matowa wskutek obecności mocno wgłębionej mikrorzeźby w postaci siatki z oczkami izodiametrycznymi lub bardzo nieznacznie poprzecznymi. Tylne skrzydła są w pełni ukształtowane. Episternity zatułowia mają niepunktowaną powierzchnię. Odnóża wszystkich par mają wierzch stóp całkiem nagi. Na biodrach tylnej pary wyrastają dwie lub trzy szczecinki. Odwłok odznacza się obecnością wyraźnej łatki owłosienia pośrodku drugiego z widocznych sternitów. Trzeci, czwarty i piąty z widocznych sternitów zaopatrzone są w pojedynczą parę szczecinek umieszczoną z tyłu i blisko środka. 

## Ekologia i występowanie
Owad rozmieszczony od wyższych położeń nizinnych po wyżyny, znajdowany na rzędnych od 320 do 1800 m n.p.m. Zasiedla pobrzeża rzek, strumieni i potoków oraz okolice wodospadów. Preferuje stosunkowo wilgotne podłoże. Aktywne postacie dorosłe obserwuje się od kwietnia do października. Są drapieżnikami. Prowadzą nocny tryb życia.
Gatunek nearktyczny, endemiczny dla Stanów Zjednoczonych. Występuje na Wyżynie Kolumbii. Podawany jest z terenów stanów Waszyngton, Oregon i Idaho.